# Kálnica
Kálnica es un municipio del distrito de Nové Mesto nad Váhom en la región de Trenčín, Eslovaquia, con una población estimada a final del año 2024 de 995 habitantes.
Se encuentra ubicado al oeste de la región, cerca del río Váh (cuenca hidrográfica del Danubio) y de la frontera con la región de Trnava y la República Checa.

## Demografía
| Año        | 1994 | 2004    | 2014    | 2024    |
| ---------- | ---- | ------- | ------- | ------- |
| Población  | 986  | 1047    | 1033    | 995     |
| Diferencia |      | +6,18 % | −1,33 % | −3,67 % |

| Año        | 2023 | 2024    |
| ---------- | ---- | ------- |
| Población  | 1006 | 995     |
| Diferencia |      | −1,09 % |